# Глігану-де-Сус
Глігану-де-Сус (рум. Gliganu de Sus) — село у повіті Арджеш в Румунії. Входить до складу комуни Рочу.
Село розташоване на відстані 90 км на захід від Бухареста, 24 км на південний схід від Пітешть, 101 км на схід від Крайови, 120 км на південний захід від Брашова.

## Населення
За даними перепису населення 2002 року у селі проживали 838 осіб. Усі жителі села рідною мовою назвали румунську.
Національний склад населення села:
| Національність | Кількість осіб | Відсоток |
| -------------- | -------------- | -------- |
| румуни         | 796            | 95,0%    |
| цигани         | 42             | 5,0%     |